# Tre pezzi per clarinetto solo
I Tre pezzi per clarinetto solo sono una composizione di Igor' Fëdorovič Stravinskij del 1919.

## Storia
Nel 1918 l'industriale e mecenate svizzero Werner Reinhart si accollò tutte le spese per la prima rappresentazione a Losanna de l'Histoire du soldat dal momento che Stravinskij non era riuscito a trovare altri sostenitori; poiché Reinhart era, seppur dilettante, un eccellente esecutore di clarinetto tanto da suonare con l'orchestra di Winterthur, il compositore, per sdebitarsi e per riconoscenza, scrisse per lui e gli dedicò i Tre pezzi per clarinetto solo. L'opera fu composta a Morges e terminata nel 1919. La prima esecuzione avvenne a Losanna al Théâtre Municipal l'8 novembre 1919 con Edmond Allegra come solista. Questo concerto si inquadrava in una serie di esecuzioni di opere di Stravinskij, come la Suite da l'Histoire du soldat, Pribautki, Ragtime e Piano rag music, da doversi tenere in diverse città svizzere.

## Analisi
I Tre pezzi per clarinetto rientrano in un periodo creativo dell'autore dedicato essenzialmente alla musica da camera, iniziato nel 1914 quando scrisse i Tre pezzi per quartetto d'archi. Nonostante in quegli anni il musicista avesse "scoperto" ed utilizzato in alcuni suoi lavori il Jazz, l'interesse principale ora non è tanto il ritmo quanto l'aspetto melodico che poteva essere messo in risalto dal timbro dello strumento. Il tipo di clarinetto voluto da Stravinskij è il Böhm, in La per i primi due pezzi, in Si bemolle per il terzo.
Il Primo brano porta come indicazione Sempre piano e molto tranquillo ed è di concezione puramente melodica; qui l'autore arriva ad utilizzare i toni più bassi dello strumento. L'atmosfera calma si anima leggermente verso la fine dove la notazione diventa Poco più forte e poco più mosso. Il Secondo brano ha come sola indicazione Metronomo = 168 ed è in pratica una improvvisazione, non avendo alcuna sbarra di battuta; inizia in modo brillante per poi diventare più calmo nella parte intermedia quando la musica tocca i registri bassi del clarinetto; nel finale si ritorna al clima spigliato dell'inizio. Il Terzo brano si riallaccia in qualche misura al Ragtime de l'Histoire du soldat, sia per il ritmo sincopato che per il piglio brillante. L'indicazione segna un forte sino alla fine e la notazione di Metronomo = 160.